# Mosjtjena

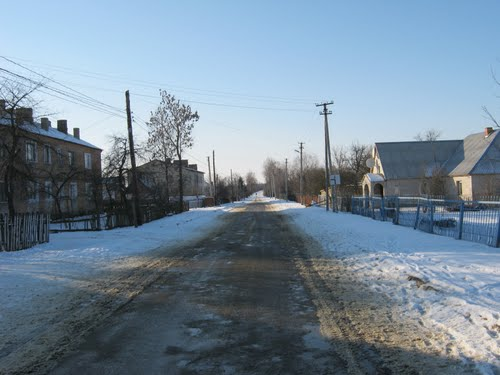
Centrala Mosjtjena.

Mosjtjena (ukrainska: Мощена) är en by inte långt från staden Kovel i Volyn oblast i västra Ukraina med 581 invånare (2010).